# Mimma Mondadori
Laura Mondadori, detta Mimma (Roma, 7 ottobre 1924 – Milano, 14 febbraio 1991), è stata un'editrice e mercante d'arte italiana.

## Biografia
Figlia terzogenita di Arnoldo Mondadori, fondatore dell'omonima casa editrice, e di Andreina Monicelli; sorella di Alberto (1914-1976), Giorgio (1917-2009) e Cristina (detta Pucci, 1934-2015), è la madre di Leonardo Mondadori.
Dopo essersi occupata di una galleria di grafica a Milano fino alla morte del padre (8 giugno 1971), dal 1972 lavorò nell'azienda editoriale di famiglia. Nel 1978 fu la promotrice della Fondazione Arnoldo e Alberto Mondadori.